# Inhambane
A província de Inhambane está localizada na região sul de Moçambique. A sua capital é a cidade de Inhambane, situada a cerca de 500 km a norte da cidade de Maputo. Com uma área de 68 615  km² e uma população de 1 496 824 habitantes em 2017, esta província está dividida em 14 distritos e possui, desde 2022, seis municípios.

## Localização
Situada  no topo da região sul de Moçambique, Inhambane está limitada a norte pelas províncias de Sofala e Manica, a leste e sudeste pelo Oceano Índico e a sul e oeste pela província de Gaza.

## Demografia

### População
De acordo com os resultados preliminares do Censo de 2017, a província de Inhambane tem 1 496 824 habitantes em uma área de 68 615km², e, portanto, uma densidade populacional de 21,8 habitantes por km². Quando ao género, 54.1% da população era do sexo feminino e 45,9% do sexo masculino.
O valor de 2017 representa um aumento de 192 004 habitantes ou 14,7% em relação aos 1 304 820 residentes registados no censo de 2007.
As etnias dominantes são os Língua xítsuaMátshwa, os Bitonga e os Chopi.
| 1980      | 1997      | 2007      | 2017      |
| 1 023 879 | 1 123 079 | 1 304 820 | 1 496 824 |

## História
A província de Inhambane foi formada a partir do distrito de Inhambane do período colonial.

## Governo

### Governadores
De 1975 a Janeiro de 2020 a província foi dirigida por um governador provincial nomeado pelo Presidente da República. No seguimento da revisão constitucional de 2018 e da nova legislação sobre descentralização de 2018 e 2019, o governador provincial passou a ser eleito pelo voto popular, e o governo central passou a ser representado pelo Secretário de Estado na província, que é nomeado e empossado pelo Presidente da República.

#### Governadores nomeados
- (1978-1980) Feliciano Salomão Gundana[7]
- (1980-1983) Alberto Sithole[8]
- (1983-1990) José Pascoal Zandamela[9]
- (1990-2000) Francisco João Pateguana[10]
- (2000-2005) Aires Ali[11]
- (2005-2006) Lázaro Vicente[12]
- (2006-2010) Francisco Itae Meque[13]
- (2010-2016) Agostinho Abacar Trinta[14]
- (2016-2020) Daniel Chapo[15][16]

#### Governadores eleitos
- (2020-2024) Daniel Chapo[17] Eleito pelo Partido Frelimo
- (2024-2025) Eduardo Mussanhane[18] Eleito pelo Partido Frelimo[19]
- (2025-) Francisco Pangula[20] Eleito pelo Partido Frelimo

#### Secretários de estado
- (2020-2022) Ludmila Maguni[21]
- (2022-2025) Amosse Macamo[22]
- (2025-) Benedita Donaciano Lopes[23]

## Subdivisões da província

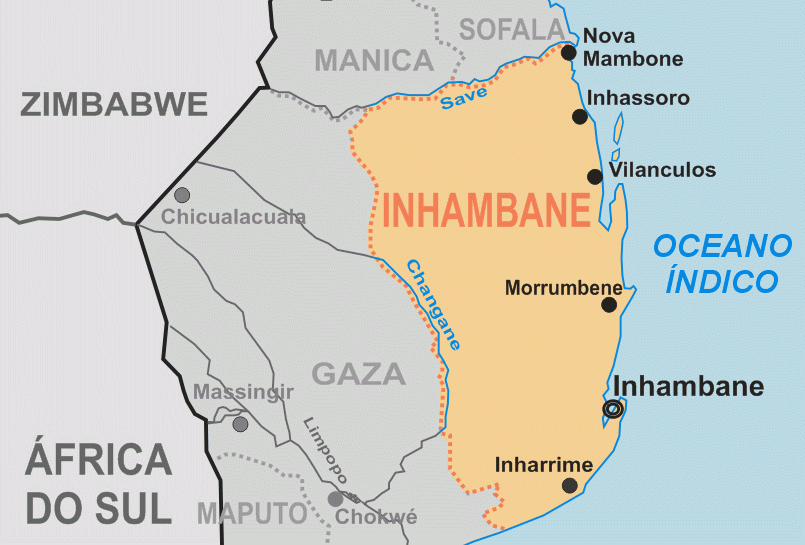
Mapa da província de Inhambane

### Distritos
A província de Inhambane está dividida em 14 distritos, os 12 que existiam quando foi realizado o censo de 2007, mais os distritos de Inhambane e Maxixe, estabelecidos em 2013 para administrar as competências do governo central, e que coincidem territorialmente com os respectivos municípios: 
- Funhalouro
- Govuro
- Homoíne
- Inhambane
- Inharrime
- Inhassoro
- Jangamo
- Mabote
- Massinga
- Maxixe
- Morrumbene
- Panda
- Vilanculos
- Zavala

### Municípios
Inhambane possui seis municípios:
- Homoíne (vila)
- Inhambane (cidade)
- Massinga (vila)
- Maxixe (cidade)
- Quissico (vila)
- Vilanculos (vila)

De notar que a vila de Massinga se tornou município em 2008, a de Quissico em 2013 e a de Homoíne em 2022.

## Património
- Catedral de Nossa Senhora da Conceição (século XVIII)
- Mesquita de Inhambane (meados do século XIX)

## Cultura
- Museu de Inhambane